# Václav Talich
Václav Talich (Kroměříž, 28. svibnja 1883. – Beroun, 16. ožujka 1961.) bio je češki dirigent, violinist i glazbeni pedagog te koncertmajstor Berlinskih filharmoničara.

## Životopis
Talich je rođen u vrijeme dok su češke zemlje bile dio Austro-Ugarske Monarhije. Glazbeno je obrazovanje započeo u lokalnoj glazbenoj školi. Karijeru započinje u studentskom orkestru u Klatoviju. Od 1897. do 1903. studirao je violinu u razredu Otakara Ševčíka na Praškom konzervatoriju. Nakon završenog studija, u sezoni 1903./04. postaje koncertmajstor Berlinskih filharmoničara: tu biva fasciniran tadašnjim šefom dirigentom Arthurom Nikischem, zbog kojega odlučuje postati dirigentom i kod kojega u Leipzigu studira dirigiranje. Dirigenstku karijeru započinje 1906. u glavnom gradu Gruzije Tbilisiju, a prvo dirigentsko namještenje dobiva iste godine u slovenskoj prijestolnici kulture Ljubljani, gdje postaje dirigentom Slovenske filharmonije. Nakon angažmana u Sloveniji odlazi u Plzeň, gdje je od 1912. do 1915. dirigirao opere. Od 1915. do 1918. svira i kao violinist u Češkom kvartetu.
Dirigentskoj se karijeri vraća 30. studenog 1918. kada preuzima vodstvo Češke filharmonije premijerom simfonijske poeme Zrání skladatelja Josefa Suka. Na toj poziciji ostao je sve do 1941. godine, sudjelovavši na brojnim svjetskim turnejama i snimanjem češke glazbe za EMI, a iznimka je jedino bila sezona 1926./27. kada je vodio Škotski nacionalni orkestar, a od 1926. do 1935. u odvojenim je periodima vodio i Švedski kraljevski simfonijski orkestar. 1935. postaje umjetničkim voditeljem opere Češkog narodnog kazališta, gdje je promovirao radove češkog skladatelja Leoša Janáčeka, a izveo je i premijere nekih baleta. 1944. gubi titulu umjetničkog voditelja ČNK-a, zbog zatvaranja zbog Nacističkog režima, za vrijeme kojeg je veći dio Češke pripojen marionetskoj Nezavisnoj državi Slovačkoj.
Nakon Drugog svjetskog rata komunisti su ga uhitili pod optužbom da je surađivao (kolaborirao) s okupatorima, ali su zbog njegova ugleda 1946. poništene, te je Talich mogao nastaviti sa svojim radom. Iste godine osnovao je orkestar koji su sačinjavali studenti praškog konzervatorija. No, zbog nepodobnosti komunističkom režimu Čehoslovačke, 1948. biva prisiljen napustiti orkestar koji je sam osnovao. Ubrzo osniva Slovačku filharmoniju u Bratislavi, kojom je dirigirao sve do 1952. godine. Od studenog 1954. do 1956. snimio je više snimaka i zvučnih zapisa s češkom narodnom i zabavnom glazbom, zbog čega 1957. postaje "umjetnikom od nacionalnog značaja" ("čuvarom narodne glazbe"), čime je imenovan najvećom državnom glazbenom titulom.

## Vanjske poveznice
- LZMK / Proleksis enciklopedija: Talich, Václav  Arhivirana inačica izvorne stranice od 10. prosinca 2015. (Wayback Machine)
- (fr.) Éric Baude: Václav Talich
- (engl.) Supraphon.com – Václav Talich  Arhivirana inačica izvorne stranice od 10. prosinca 2015. (Wayback Machine)
- (engl.) Václav Talich na AllMusic
- (engl.) Discogs.com – Václav Talich